# Bhiwandi

Bhiwandi é uma cidade do estado de Maharashtra, na Índia. Localiza-se a 48 km a sul de Bombaim. Tem cerca de 658 mil habitantes. É tradicionalmente um centro da indústria de fiação de algodão.